# V854 Arae
Désignations
V854 Arae, également désignée HD 155035 ou HR 6374, est une étoile variable de la constellation de l'Autel. Elle est située à une distance approximative de 1 450 années-lumière (450 parsecs) de la Terre et a une magnitude apparente de 5,92, de qui la rend faiblement visible à l'œil nu.
V854 Arae est une géante rouge de type spectral M1,5 III. Il s'agit d'une étoile variable irrégulière à longue période dont la luminosité varie avec une amplitude de 0,12 en magnitude.